# Gouvernement Ignacio González
 Communauté de Madrid
Aguirre III Cifuentes
Le gouvernement González est le gouvernement de la communauté de Madrid entre le 29 septembre 2012 et le 27 juin 2015, durant la IXe législature de l'Assemblée de Madrid. Il est présidé par Ignacio González.

## Composition
| Illustration | Fonction                                                      | Titulaire                                 | Titulaire                                        | Parti |
| ------------ | ------------------------------------------------------------- | ----------------------------------------- | ------------------------------------------------ | ----- |
|              | Président                                                     |                                           | Ignacio González                                 | PPM   |
|              | Conseiller aux Affaires sociales                              |                                           | Jesús Fermosel                                   | PPM   |
|              | Conseiller à l'Économie et aux Finances                       |                                           | Enrique Ossorio                                  | PPM   |
|              | Conseillère à l'Éducation, à la Jeunesse et aux Sports        |                                           | Lucía Figar                                      | PPM   |
|              | Conseillère à l'Emploi, au Tourisme et à la Culture           |                                           | Ana Mariño                                       | PPM   |
|              | Conseiller à l'Environnement et à l'Aménagement du territoire |                                           | Borja Sarasola                                   | PPM   |
|              | Conseiller à la Présidence et à la Justice Porte-parole       |                                           | Salvador Victoria                                | PPM   |
|              | Conseiller à la Santé                                         |                                           | Javier Fernández-Lasquetty (jusqu'au 27/01/2014) | PPM   |
|              | Conseiller à la Santé                                         | Francisco Rodríguez (jusqu'au 01/12/2014) |                                                  | PPM   |
|              | Conseiller à la Santé                                         | Javier Maldonado                          |                                                  | PPM   |
|              | Conseiller aux Transports, aux Infrastructures et au Logement |                                           | Pablo Cavero                                     | PPM   |